# Идумея (Латвия)
Идумея (латыш. Idumeja, Idums, лат. Ydumea) — историческая область на современной территории Латвии, со смешанным составом населения: идумеями, русскими, ливами и латгалами. Идумея существовала с 1207 по 1218 год. В 1206 году была построена первая христианская церковь, около реки Брасла. В 1212 году князь псковский Владимир Мстиславич стал правителем Идумеи. 
Письменное упоминание о идумеях  в Хронике Ливонии Генриха Латвийского: деяния некоего Даниила «Позднее он был послан к идумеям, крестил там множество идумеев и лэттов...». 
Ф. И. Видеман ссылается на очень древнее англо-саксонское стихотворении Scopes vidsidh, где при готском царе Германарихе (Eormanrice), рядом с Истами, являются также Идуминги, которых можно принять за один народ с Идумеями летописца Генриха.